# Dean Rusk
David Dean Rusk (Contea di Cherokee, 9 febbraio 1909 – Athens, 20 dicembre 1994) è stato un politico statunitense.
Fu Segretario di Stato degli Stati Uniti dal 1961 al 1969, nominato durante la presidenza di John Fitzgerald Kennedy e rimasto in carica anche nel corso della presidenza di Lyndon B. Johnson.
Dopo Cordell Hull, fu il Segretario di Stato che servì più a lungo nella sua posizione, senza peraltro esercitare reale influenza sul processo decisionale della politica estera americana perseguita dalle amministrazioni Kennedy e Johnson.

## Politica
Come Segretario di Stato, nel corso della guerra fredda fu sostanzialmente un "falco" che credeva nell'uso della forza militare nella lotta contro il comunismo.
Durante la crisi dei missili di Cuba aveva inizialmente sostenuto l'idea di un'azione militare immediata ma si ricredette presto a favore di un approccio più diplomatico.
All'inizio del suo incarico ebbe forti dubbi sull'avvio delle operazioni militari americane in Vietnam ma in seguito la sua energica presa di posizione pubblica in favore dell'intervento statunitense gli attirò le critiche dei pacifisti e di coloro che erano contrari all'intervento.
A latere del suo impegno anticomunista, continuò a sostenere le sue idee legate al suo impegno con la Fondazione Rockefeller, con particolare riferimento all'importanza dell'aiuto statunitense alle nazioni in via di sviluppo; sostenne anche l'adozione di dazi doganali più bassi, al fine di favorire il commercio internazionale.